# Mintiu Gherlii
Mintiu Gherlii est une commune de Transylvanie, en Roumanie, dans le județ de Cluj. Elle est composée des villages Mințiu Gherlii, Bunești, Nima, Pădurenii, Petrești et Salatiu.